# Copa dos Campeões da CONCACAF de 1998
A Copa dos Campeões da CONCACAF de 1998 foi a 34ª edição da competição de futebol anual que reúne os clubes da região da confederação CONCACAF (América do Norte e Caribe). O torneio classifica o campeão para o Mundial de Clubes da FIFA.
A final do torneio aconteceu no RFK Stadium, localizado em Washington D.C., sendo vencida pelo D.C. United que derrotou o Club Toluca por 1-0.

## Equipes classificadas
| País              | Equipe                 | Classificação                                        |
| ----------------- | ---------------------- | ---------------------------------------------------- |
| Belize            | Juventus d'Orange Walk | Campeão do Campeonato Belizenho de 1997/98           |
| Belize            | Real Verdes F.C.       | Vice-campeão do Campeonato Belizenho de 1997/98      |
| Costa Rica        | L.D. Alajuelense       | Campeão do Campeonato Costarriquenho de 1996/97      |
| Costa Rica        | Deportivo Saprissa     | Vice-campeão do Campeonato Costarriquenho de 1996/97 |
| El Salvador       | Alianza F.C.           | Campeão do Campeonato Salvadorenho de 1996/97        |
| El Salvador       | C.D. Luis Ángel Firpo  | Vice-campeão do Campeonato Salvadorenho de 1996/97   |
| Estados Unidos    | D.C. United            | Campeão da MLS Cup de 1996                           |
| Estados Unidos    | Los Angeles Galaxy     | Vice-campeão da MLS Cup de 1996                      |
| Guatemala         | Comunicaciones FC      | Campeão do Campeonato Guatemalteco de 1996/97        |
| Guatemala         | Aurora F.C.            | Vice-campeão do Campeonato Guatemalteco de 1996/97   |
| Honduras          | C.D. Olimpia           | Campeão do Campeonato Hondurenho de 1996/97          |
| Honduras          | C.D. Platense          | Vice-campeão do Campeonato Hondurenho de 1996/97     |
| México            | Cruz Azul              | Campeão da Copa dos Campeões da CONCACAF de 1997     |
| México            | Club Toluca            | Campeão da Primera División de México Verano 1998    |
| México            | Club León              | Campeão da Primera División de México Invierno 1997  |
| Nicarágua         | Diriangén F.C.         | Campeão do Campeonato Nicaraguense de 1996/97        |
| Nicarágua         | Real Estelí            | Vice-campeão do Campeonato Nicaraguense de 1996/97   |
| Panamá            | Tauro F.C.             | Campeão do Campeonato Panamenho de 1997/98           |
| Panamá            | Deportivo Árabe Unido  | Vice-campeão do Campeonato Panamenho de 1997/98      |
| Trinidad e Tobago | Joe Public F.C.        | Convidado pela CONCACAF                              |

## Primeira Fase

### Zona Centro-Americana

#### Grupo 1
| Equipe                | Pts | J | V | E | D | GP | GC | SG |
| --------------------- | --- | - | - | - | - | -- | -- | -- |
| Saprissa              | 9   | 3 | 3 | 0 | 0 | 9  | 2  | +7 |
| Deportivo Árabe Unido | 4   | 3 | 1 | 1 | 0 | 3  | 3  | 0  |
| Diriangén F.C.        | 1   | 4 | 0 | 1 | 3 | 2  | 9  | -7 |

| Data            | Clube                 | Resultado | Clube                 |
| 8 de fevereiro  | Diriangén F.C.        | 0 - 3     | Deportivo Saprissa    |
| 15 de fevereiro | Deportivo Árabe Unido | 1 - 0     | Diriangén F.C.        |
| 17 de fevereiro | Diriangén F.C.        | 1 - 1     | Deportivo Árabe Unido |
| 25 de fevereiro | Deportivo Saprissa    | 4 - 1     | Diriangén F.C.        |
| 8 de março      | Deportivo Árabe Unido | 1 - 2     | Deportivo Saprissa    |
| 11 de março     | Deportivo Saprissa    | CAN       | Deportivo Árabe Unido |

#### Grupo 2
| Equipe                          | Pts | J | V | E | D | GP | GC | SG  |
| ------------------------------- | --- | - | - | - | - | -- | -- | --- |
| L.D. Alajuelense                | 12  | 4 | 4 | 0 | 0 | 17 | 2  | +15 |
| Tauro F.C.                      | 0   | 2 | 0 | 0 | 2 | 1  | 6  | -5  |
| Futebol Real Estelí Fútbol Club | 0   | 2 | 0 | 0 | 2 | 1  | 11 | -11 |

| Data            | Clube            | Resultado | Clube            |
| 8 de fevereiro  | Tauro F.C.       | 1 - 2     | L.D. Alajuelense |
| 15 de fevereiro | L.D. Alajuelense | 4 - 0     | Tauro F.C.       |
| 17 de fevereiro | L.D. Alajuelense | 8 - 0     | Real Estelí      |
| 25 de fevereiro | Real Estelí      | 1 - 3     | L.D. Alajuelense |
| 8 de março      | Real Estelí      | CAN       | Tauro F.C.       |
| 11 de março     | Tauro F.C.       | CAN       | Real Estelí      |

#### Grupo 3
| Equipe                 | Pts | J | V | E | D | GP | GC | SG |
| ---------------------- | --- | - | - | - | - | -- | -- | -- |
| Comunicaciones FC      | 7   | 3 | 2 | 1 | 0 | 13 | 6  | +7 |
| Olimpia Tegucigalpa    | 6   | 3 | 2 | 0 | 1 | 8  | 4  | +4 |
| Alianza                | 2   | 3 | 0 | 2 | 1 | 6  | 9  | -3 |
| Juventus d'Orange Walk | 1   | 3 | 0 | 1 | 2 | 5  | 13 | -8 |

| Data            | Clube             | Resultado | Clube                  |
| 18 de fevereiro | C.D. Olimpia      | 2-0       | Juventus d'Orange Walk |
| 18 de fevereiro | Comunicaciones FC | 2-2       | Alianza F.C.           |
| 20 de fevereiro | Alianza F.C.      | 3-3       | Juventus d'Orange Walk |
| 20 de fevereiro | Comunicaciones FC | 3-2       | C.D. Olimpia           |
| 22 de fevereiro | Alianza F.C.      | 1-4       | C.D. Olimpia           |
| 22 de fevereiro | Comunicaciones FC | 8-2       | Juventus d'Orange Walk |

#### Grupo 4
| Equipe                   | Pts | J | V | E | D | GP | GC | SG |
| ------------------------ | --- | - | - | - | - | -- | -- | -- |
| Platense FC              | 10  | 5 | 3 | 1 | 1 | 10 | 3  | +7 |
| C.D. Luis Ángel Firpo    | 10  | 4 | 3 | 1 | 0 | 9  | 3  | +6 |
| Aurora F.C.              | 4   | 6 | 1 | 1 | 4 | 8  | 12 | -4 |
| Futebol Real Verdes F.C. | 4   | 5 | 1 | 1 | 3 | 5  | 14 | -9 |

| Data            | Clube                 | Resultado | Clube                 |
| 1 de fevereiro  | Aurora F.C.           | 1-2       | C.D. Platense         |
| 8 de fevereiro  | C.D. Platense         | 2-1       | Aurora F.C.           |
| 22 de fevereiro | Real Verdes F.C.      | 0-0       | C.D. Platense         |
| 25 de fevereiro | Aurora F.C.           | 1-2       | C.D. Luis Ángel Firpo |
| 4 de março      | C.D. Luis Ángel Firpo | 1-2       | Aurora F.C.           |
| 15 de março     | Real Verdes F.C.      | 1-2       | Aurora F.C.           |
| 15 de março     | Aurora F.C.           | 2-3       | Real Verdes F.C.      |
| 15 de março     | C.D. Luis Ángel Firpo | 1-0       | C.D. Platense         |
| 1 de abril      | Real Verdes F.C.      | CAN       | C.D. Luis Ángel Firpo |
| 12 de abril     | C.D. Platense         | CAN       | C.D. Luis Ángel Firpo |

## Segunda Fase

### Zona Centro-Americana

#### Grupo A
| Equipe            | Pts | J | V | E | D | GP | GC | SG |
| ----------------- | --- | - | - | - | - | -- | -- | -- |
| Saprissa          | 9   | 3 | 3 | 0 | 0 | 9  | 2  | +7 |
| Comunicaciones FC | 4   | 3 | 1 | 1 | 0 | 3  | 3  | 0  |
| Platense FC       | 1   | 4 | 0 | 1 | 3 | 2  | 9  | -7 |

| Legenda                        |
| Qualificado para a fase final. |
| Qualificado para o play-off.   |

| Data        | Clube              | Resultado | Clube              |
| 19 de abril | C.D. Platense      | 1-3       | Deportivo Saprissa |
| 22 de abril | Comunicaciones FC  | 1-0       | Deportivo Saprissa |
| 29 de abril | C.D. Platense      | 3-1       | Comunicaciones FC  |
| 6 de maio   | Deportivo Saprissa | 2-1       | Comunicaciones FC  |
| 20 de maio  | Deportivo Saprissa | 0-0       | C.D. Platense      |
| 27 de maio  | Comunicaciones FC  | 2-1       | C.D. Platense      |

#### Grupo B
| Equipe                | Pts | J | V | E | D | GP | GC | SG |
| --------------------- | --- | - | - | - | - | -- | -- | -- |
| C.D. Luis Ángel Firpo | 9   | 3 | 3 | 0 | 0 | 9  | 2  | +7 |
| L.D. Alajuelense      | 4   | 3 | 1 | 1 | 0 | 3  | 3  | 0  |
| Olimpia Tegucigalpa   | 1   | 4 | 0 | 1 | 3 | 2  | 9  | -7 |

| Legenda                        |
| Qualificado para a fase final. |
| Qualificado para o play-off.   |

| Data        | Clube                 | Resultado | Clube                 |
| 15 de abril | L.D. Alajuelense      | 1-1       | C.D. Luis Ángel Firpo |
| 22 de abril | C.D. Olimpia          | 0-1       | L.D. Alajuelense      |
| 30 de abril | C.D. Luis Ángel Firpo | 2-0       | C.D. Olimpia          |
| 7 de maio   | L.D. Alajuelense      | 5-1       | C.D. Olimpia          |
| 14 de maio  | C.D. Luis Ángel Firpo | 3-2       | L.D. Alajuelense      |
| 21 de maio  | C.D. Olimpia          | 1-1       | C.D. Luis Ángel Firpo |

## Play-Offs

### Zona Centro-Americana
| 26 de julho | L.D. Alajuelense | 4 – 2 | Comunicaciones FC | Estádio Alejandro Morera Soto, Alajuela |
|             |                  |       |                   |                                         |

| 29 de julho | Comunicaciones FC | 1 – 1 | L.D. Alajuelense | Estádio Mateo Flores, Cidade da Guatemala |
|             |                   |       |                  |                                           |

### Zona Norte-Americana
| 28 de junho | Colorado Rapids    | 1 – 0 | León | Mile High Stadium, Denver |
|             | Marcelo Balboa 14' |       |      |                           |

| 15 de julho | León                                                                                 | 4 – 2 | Colorado Rapids                       | Estádio Nou Camp, León |
|             | Everaldo Bejines 30' · Camilo Romero 38' · Steve Trittschuh 42' · Ricardo Cadena 53' |       | 45' Steve Trittschuh · 69' Paul Bravo |                        |

## Fase Final
|  | Quartas-de-final  | Quartas-de-final      | Quartas-de-final |             |                | Semifinais         | Semifinais | Semifinais |          |  | Final          | Final              | Final |
|  |                   |                       |                  |             |                |                    |            |            |          |  |                |                    |       |
|  | Estados Unidos    | D.C. United           | 8                |             |                |                    |            |            |          |  |                |                    |       |
|  | Trindade e Tobago | Joe Public F.C.       | 0                |             |                |                    |            |            |          |  |                |                    |       |
|  | Trindade e Tobago | Joe Public F.C.       | 0                |             | Estados Unidos | D.C. United        | 2          |            |          |  |                |                    |       |
|  |                   |                       |                  |             | Estados Unidos | D.C. United        | 2          |            |          |  |                |                    |       |
|  |                   | México                | Club León        | 0           |                |                    |            |            |          |  |                |                    |       |
|  | México            | México                | Club León        | 0           | Club León      | 1 (3)              |            |            |          |  |                |                    |       |
|  | México            |                       |                  |             | Club León      | 1 (3)              |            |            |          |  |                |                    |       |
|  | Honduras          | C.D. Luis Ángel Firpo | 1 (2)            |             |                |                    |            |            |          |  |                |                    |       |
|  |                   |                       |                  |             |                |                    |            |            |          |  | Estados Unidos | D.C. United        | 1     |
|  |                   |                       | México           | Club Toluca | 0              |                    |            |            |          |  |                |                    |       |
|  | México            | Cruz Azul             | 0 (3)            |             |                |                    |            |            |          |  |                |                    |       |
|  | Costa Rica        | Deportivo Saprissa    | 0 (5)            |             |                |                    |            |            |          |  |                |                    |       |
|  | Costa Rica        | Deportivo Saprissa    | 0 (5)            |             | Costa Rica     | Deportivo Saprissa | 1 (2)      |            |          |  |                |                    |       |
|  |                   |                       |                  |             | Costa Rica     | Deportivo Saprissa | 1 (2)      |            |          |  |                |                    |       |
|  |                   | México                | Club Toluca      | 1 (3)       |                |                    | 3º Lugar   | 3º Lugar   | 3º Lugar |  |                |                    |       |
|  | México            | Club Toluca           | 2                |             |                |                    | México     | Club León  | 0        |  |                |                    |       |
|  | Costa Rica        | L.D. Alajuelense      | 0                |             |                |                    |            |            |          |  | Costa Rica     | Deportivo Saprissa | 2     |

### Quartas-de-Final
| 11 de agosto | D.C. United                                                          | 8 – 0 | Joe Public F.C. | RFK Stadium, Washington D.C. |
|              | Ben Olsen 13',44' · Roy Lassiter 22',29',67',72' · A.J.Wood 75',90+' |       |                 |                              |

| 11 de agosto | Cruz Azul | 0 – 0 | Saprissa | RFK Stadium, Washington D.C. |
|              |           |       |          |                              |

|  |       | Penalidades |
|  | 3 - 5 |             |

| 12 de agosto | León                         | 1 – 1 | C.D. Luis Ángel Firpo | RFK Stadium, Washington D.C. |
|              | Sigifredo Mercado 27' (pen.) |       | 79' Nildeson Silva    |                              |

|  |       | Penalidades |
|  | 3 - 2 |             |

| 12 de agosto | Toluca                                     | 2 – 0 | L.D. Alajuelense | RFK Stadium, Washington D.C. |
|              | Fabián Estay 72' · José Manuel Abundis 90' |       |                  |                              |

### Semifinais
| 14 de agosto | D.C. United           | 2 – 0 | León | RFK Stadium, Washington D.C. |
|              | Roy Lassiter 12', 61' |       |      |                              |

| 14 de agosto | Toluca             | 1 – 1 | Saprissa               | RFK Stadium, Washington D.C. |
|              | Víctor Cordero 31' |       | 58' Alejandro Sequeira |                              |

|  |       | Penalidades |
|  | 3 - 2 |             |

### Terceiro Lugar
| 16 de agosto | León | 0 – 2 | Saprissa                       | RFK Stadium, Washington D.C. |
|              |      |       | 45' Adrián Mahía · 85' Centeno |                              |

### Final
| 16 de agosto | D.C. United | 1 – 0 | Toluca | RFK Stadium, Washington D.C. |
|              | Pope 41'    |       |        | Público: 12 607              |

## Premiação
| Copa dos Campeões da CONCACAF de 1998 |
| Estados Unidos                        |
| ------------------------------------- |
| D.C. United Campeão (1º título)       |